# Бейра-Мар
«Бейра-Мар» (порт. Sport Clube Beira-Mar) — португальський футбольний клуб з Авейру, заснований 1922 року. Виступає у Сегунда-Лізі Португалії. Домашні матчі проводить на Муніципальному стадіоні Авейру, який вміщує 30 200 глядачів.

## Історія
Футбольний клуб «Бейра-Мар» було засновано 1 січня 1922 року. До першого дивізіону команді вперше вдалося потрапити 39 років потому і лише на один сезон 1961-62. Після того до 1980 року клуб лише кілька разів піднявся в Прімейра-Лігу, де найдовше перебував з 1971 по 1974 рік. В сезоні 1976-77 за команду виступав колишній гравець «Бенфіки» та збірної Португалії - легендарний Еусебіу. Його перебування в «Бейра-Мар» запам'яталося постійними травмами.
Знову повернувшись до вищого дивізіону в 1988 році клуб розпочав найдовший період свого перебування в Прімейра-Лізі. В 1999-му, через 9 років після повернення до еліти португальського футболу, «Бейра-Мар» вдруге дійшов до фіналу кубка Португалії, де переміг клуб «Кампумайоренсе» з рахунком 1-0. Гол у фіналі забив Рікарду Соуза, син гравця «Бейра-Мар» 70-х Антоніу Соузи. Щоправда, основні претенденти на трофей «Бенфіка» та «Порту» вибули з турніру ще на стадії 1/16 фіналу, а лісабонський «Спортінг» програв «Кампумайоренсе» у півфіналі. Тим не менше команда покинула Прімейра-Лігу за підсумками сезону 1998-99, посівши 16-те місце.
Через ліквідацію Кубка володарів кубків в 1999-му, наступного сезону «Бейра-Мар» потрапив до Кубку УЄФА, в першому ж раунді програвши голландському «Вітессу» із загальним рахунком 1-2. В чемпіонаті клуб фінішував на другому місці в Сегунда-Лізі і підвищився у класі. 23 лютого 2002 року «Бейра-Мар» переміг на виїзді з рахунком 3-2 «Порту», який тренував тоді Жозе Моурінью. Це була остання домашня поразка Жозе на наступні 9 років.
Повернення Маріо Жардела до Португалії стало однією з найбільших новин в португальському футболі влітку 2006-го. Володар Золотої бутси сезону 1998-99 підписав з «Бейра-Мар» однорічний контракт. Бразилець дебютував у домашньому матчі, який завершився нічиєю 2-2, проти команди «Авеш». Проте скоро Маріо втратив довіру тренера і був проданий в «Анортосіс» вже в наступному трансферному вікні. Не зважаючи на тренерську рокіровку, команда в тому сезоні була понижена в класі.

## Досягнення
- Кубок Португалії
  - Володар (1): 1998–99
  - Фіналіст (1): 1990–91